# Café Buono!
《Café Buono!》(카페 보노!)는 Buono!의 첫 번째 음반이다. 2008년 2월 20일 발매했고 유통사는 포니 캐년이다.

## 수록곡

### CD
1. Café Buono!
（작사：카와카미 나츠키　작곡・편곡：키노시타 요시유키）
2. 울보소년(泣き虫少年)
（작사：이와사토 유호　작곡・편곡：AKIRASTAR）
3. 연애♥라이더(恋愛♥ライダー)
（작사：이와사토 유호　작곡：AKIRASTAR　편곡：니시카와 스스무）
4. 진정한 자신(ホントのじぶん)
（작사：이와사토 유호　작곡：키노시타 케이코　편곡：니시카와 스스무）
5. 양동이의 물(バケツの水)
（작사：이와사토 유호　작곡：Gajin　편곡：사쿠마 마코토）
6. 잡동사니의 꿈(ガラクタノユメ)
（작사：이와사토 유호　작곡・편곡：A-bee）
7. Internet Cupid
（작사：오우치 마사노리　작곡・편곡：나카노 사다히로）
8. Last Forever
（작사：카와카미 나츠키　작곡・편곡：니시카와 스스무）
9. 마음의 알(こころのたまご)
（작사：카와카미 나츠키　작곡：무라마츠 테츠야　편곡：아베 쥰）
10. 별의 양들(星の羊たち)
（작사：하시모토 쥰　작곡：츠츠미 쿄헤이　편곡：SHUNTARO）
11. 락의 신(ロックの神様)
（작사：이와사토 유호　작곡・편곡：AKIRASTAR）
12. 네가 있으면(君がいれば)
（작사：이와사토 유호　작곡：Gajin　편곡：사쿠마 마코토）

### DVD
초회한정반 동봉
- 마음의 알 (Dance Shot Version)
- 연애♥라이더 (Dance Shot Version)
- 자켓 촬영 메이킹
- 캐릭캐릭 체인지 프로모션 영상